# Juan Gabriel Perboyre
Juan Gabriel Perboyre (Montgesty, Francia; 5 de enero de 1802 - Wuchang, China; 11 de septiembre de 1840) fue un sacerdote francés de la Congregación de la Misión y mártir católico, declarado santo por el papa Juan Pablo II.

## Biografía
Pedro Perboyre y María Rigal, su esposa, eran labradores acomodados, de la Parroquia de Montgesty, Diócesis de Cahors, a la vez que cristianos modelos en un país verdaderamente religioso, bendiciéndolos Dios en sus nueve hijos. Cinco de ellos se consagraron a Dios en la familia espiritual de San Vicente de Paúl: Juan Gabriel es venerado hoy sobre los altares; Luis murió santamente en el navío que le conducía a las misiones de China; Santiago, subsecretario del superior general, y sus dos hermanas, Hijas de la Caridad, vivían todavía en 1890, cuando se celebraban las fiestas de la Beatificación. Una de ellas estaba en China; la otra y Santiago asistieron en Roma a las fiestas triunfales del bienaventurado Juan Gabriel.
El niño predestinado que había de manifestar la divinidad de Jesucristo en medio de las poblaciones de la China, vino al mundo el 6 de enero de 1802, día de la Epifanía; y treinta y ocho años después, el 11 de septiembre de 1840, fue martirizado en China, y el 1.º de noviembre de 1889 fue beatificado por el Papa León XIII, siendo el primero del siglo decimonono a quien la Iglesia ha concedido tal honor.

## Infancia
Nació en Puech (Francia) en 1802. Fue bautizado al día siguiente del que nació.Desde temprana edad se manifestó su vocación y su destino. Frecuentaba las iglesias del lugar y, al parecer, uno de los sermones que escuchó le impresionó de tal manera que anheló desde aquel instante ser misionero y sufrir el martirio.

## Sacerdote de la Congregación de la Misión
Poco después de cumplir quince años de edad ingresó en la congregación de san Vicente de Paul. En el transcurso del noviciado manifestó una conducta ejemplar; dedicaba todo el tiempo libre al estudio de los textos sagrados, la penitencia y la oración. A partir de 1823 insistió ante sus superiores en el deseo de dedicarse a las misiones de China.
En aquel tiempo el territorio de dicho país estaba vedado a los sacerdotes cristianos. Aquel que fuera descubierto tenía por delante la cárcel, las torturas y la muerte. Y aunque a Juan Gabriel Perboyre no le arredraba esta perspectiva, sus superiores no le otorgaron el ansiado permiso.
Después de cursar brillantemente los estudios de teología, se lo destinó como profesor al seminario de Saint-Flour. Tanto sobresalió en esta tarea, que años después, en 1832, fue designado subdirector del noviciado que los lazaristas tenían en París. Doce años tuvo que esperar para ver cumplidos sus deseos. En 1835 partió para Macao. Durante cuatro meses se aplicó al estudio del idioma chino, en el que alcanzó sorprendentes progresos con rapidez. Tuvo que disfrazarse y vestir a la usanza de los naturales del país; se hizo rapar la cabeza y se dejó crecer la coleta y los bigotes.
Le destinaron la misión de Honán. En el ejercicio de esta actividad se dedicó preferentemente a la salvación de los niños abandonados, de los que había gran número; los recogía, los alimentaba y educaba, instruyéndolos como podía en la doctrina. Viajaba a pie, a veces en lentos carros tirados por bueyes. Muchas veces se quedó sin comer, pasando las noches al descubierto, padeciendo el frío, el viento y la lluvia que lo calaba hasta los huesos; pero siempre con alegría, respirando el aire de la libertad, de la vocación conseguida y realizada, con la sangre ardiendo en el sacrificio y en la fe.

## Martirio
Dos años después fue enviado a la provincia de Hupeh, que sería el lugar de su martirio. En el año 1839 había irrumpido un violento brote de persecución. Por orden del gobernador la misión fue ocupada por las tropas. Los padres lazaristas que lograron escapar anduvieron errantes al sur del Yang-Tse Kiang, por los montes y las plantaciones de té y algodón. Deshecho de cansancio, Perboyre se detuvo en una choza, ocupada por un chino convertido que lo recibió con amabilidad. Mientras nuestro santo dormía, aquel lo delató a un mandarín, recibiendo en pago treinta monedas de plata. De aquí en más, el padre Perboyre recorrió un itinerario de sufrimientos. Fue llevado interminablemente de tribunal en tribunal, siendo azotado, escarnecido y torturado, puesto en prisión junto a malhechores comunes; con hierros candentes grabaron en su rostro caracteres chinos, pero fracasaron al querer que pisoteara un crucifijo.
Al año de ser capturado se dio fin a su martirio, en la capital, Wuchangfú, ahorcándolo en un madero con forma de cruz, el 11 de septiembre de 1840.
Fue beatificado el 10 de noviembre de 1889 por el papa León XIII y canonizado en Roma el 2 de junio de 1996 por el papa Juan Pablo II.
Su fiesta se celebra el 11 de septiembre.

## Veneración
Tras expirar el plazo de espera obligatorio de cinco años tras la muerte para solicitar la canonización de una persona, se introdujo una causa en su favor ante la Santa Sede. Fue beatificado por el Papa León XIII en 1889, y más tarde canonizado por el Papa Juan Pablo II en 1996 el 2 de junio. Mientras tanto, sus restos fueron devueltos de China a Francia, donde fueron enterrados para  veneración en la capilla de la Casa Madre vicenciana de París, Capilla de San Vicente de Paúl.

## Oración de San Juan Gabriel Perboyre a Jesús
San Juan Gabriel Perboyre compuso esta oración en el siglo XIX. Esta oración transformadora se basa en la declaración de San Pablo en Gálatas 2:20: "Ahora no vivo yo, sino que Cristo vive en mí".
Oh mi Divino Salvador,
Transfórmame en Ti.
Que mis manos sean las manos de Jesús.
Haz que cada facultad de mi cuerpo
Sirva sólo para glorificarte.
Sobre todo,
Transforma mi alma y todas sus facultades
Para que mi memoria, voluntad y afecto
Sean la memoria, la voluntad y el afecto
De Jesús.
Te ruego
Que destruyas en mí
Todo lo que no sea de Ti.
Concédeme vivir
Sino en Ti, por Ti y para Ti,
Para que pueda decir en verdad,
Con San Pablo,
"Vivo, pero no yo...
Sino que Cristo vive en mí".